# Ustnače
Ustnače (znanstveno ime Labridae) so družina morskih rib, v katero spada 60 rodov in okoli 500 vrst.

## Opis
Ustnače so majhne ribe, ki le redko dosežejo več kot 20 cm v dolžino, čeprav so nekatere vrste lahko veliko večje. Napoleon lahko, na primer, doseže do 2,5 metra. 
Vse vrste ustnač so plenilke, ki se hranijo z drugimi ribjimi vrstami, pa tudi z raznimi nevretenčarji. Pogosto spremljajo večje roparice in se hranijo z ostanki njihovega plena
Značilnost ustnač so izbočena usta, v katerih so zobje, ki so pri nekaterih vrstah tako veliki, da štrlijo izpod ustnic naprej. Večina vrst ima ustnice izrazito debele in mesnate, po njih pa je družina dobila tudi slovensko ime, podobna imena pa so tudi v drugih jezikih. Hrbtne plavuti imajo med 8 in 21 bodic in 6 do 21 mehkih žarkov. Hrbtna plavut potega običajno vse do repne plavuti. Samci večine vrst so izrazito svetlih in kričečih barv, ki so med parjenjem še bolj izrazite ter zanimivih vzorcev. Samice so pogosto enoličnih barv in nimajo vzorcev. Mnoge vrste ustnač so hermafroditi.
Nekatere vrste pletejo gnezda iz alg, kamor samice izležejo ikre, ki jih nato samci bojevito branijo

## Razširjenost in uporabnost
Ustnače so razširjene po vseh morjih sveta, v družini pa ni nobene sladkovodne vrste. Vse vrste živijo v obalnem pasu ali na koralnih grebenih. 
Zaradi dostopnosti so ponekod po svetu pomembne za preživetje lokalnega prebivalstva, med evropskimi gurmani pa v splošnem niso priljubljene. Meso teh rib je belo in mehko ter pri kuhanju rado razpade. Zaradi tega jih največ pripravljajo v raznih juhah in pečene. Po kakovosti sodijo med tretjerazredne ribe.
- Gomphosus varius , Kona
- Coris gaimardi, ki ga čisti Labroides phthirophagus, Havaji
- Thalassoma bifasciatum, koralni greben pred Belizejem
- Coris aygula, Rdeče morje
- Coris gaimard, Havaji
- Anampses cuvieri, Havaji
- Cheilinus undulatus, Melbourne Aquarium
- Labroides dimidiatus
- Gomphosus varius

## Rodovi
| Acantholabrus Achoerodus Ammolabrus Anampses Anchichoerops Austrolabrus Bodianus Centrolabrus Cheilinus Cheilio Choerodon Cirrhilabrus Clepticus Conniella Coris Ctenolabrus Cymolutes Decodon | Diproctacanthus Doratonotus Dotalabrus Epibulus Eupetrichthys Frontilabrus Gomphosus Halichoeres Hemigymnus Hologymnosus Iniistius Julichthys Labrichthys Labroides Labropsis Labrus Lachnolaimus Lappanella | Larabicus Leptojulis Macropharyngodon Malapterus Minilabrus Nelabrichthys Notolabrus Novaculichthys Novaculoides Ophthalmolepis Oxycheilinus Oxyjulis Paracheilinus Parajulis Pictilabrus Polylepion Pseudocheilinops Pseudocheilinus | Pseudocoris Pseudodax Pseudojuloides Pseudolabrus Pteragogus Semicossyphus Stethojulis Suezichthys Symphodus Tautoga Tautogolabrus Terelabrus Thalassoma Wetmorella Xenojulis Xiphocheilus Xyrichtys |